# Daniel Zahno
Daniel Zahno (Basilea, 18 novembre 1963) è uno scrittore svizzero.
Ha studiato filologia inglese e germanica nell'Università di Basilea. È membro del gruppo Autrici e Autori di Svizzera e ha ricevuto vari premi per la sua opera, come il Würth-Literaturpreis nel 1996.

## Opera
- Doktor Turban, 1996
- Im Hundumdrehen, 2006
- Die Geliebte des Gelatiere, 2009
- Rot wie die Nacht, 2010
- Alle lieben Alexia, 2011
- Manhattan Rose, 2013
- Wanderverführer, 2015